# Déchet de moyenne activité et à vie longue
Les déchets nucléaires de moyenne activité et à vie longue (MAVL) sont une catégorie de déchets dont la radioactivité atteint environ un million à un milliard de becquerels par gramme (1 MBq/g à 1 GBq/g) et qui contiennent une importante quantité de radionucléides dont la période radioactive dépasse 31 ans.